# Râul Valea Mare, Cioiana
Râul Valea Mare este un curs de apă, afluent al râului Cioiana. 